# Sticky Fingers
Sticky Fingers је једанаести студијски албум енглеског рокенрол састава Ролингстонс, издат у априлу 1971. године. Ово је први бендов албум на коме се појављује њихов препознатљиви лого - велики језик. Ово је такође први албум снимљен у новој дискографској кући "Rolling Stones Records". Најпознатије песме са овог албума су "Brown Sugar", "Wild Horses", "Bitch" i "Can't You Hear Me Knocking". Магазин Ролинг стоун је уврстио албум на 63. место 500 највећих албума свих времена.

## Списак песама
1. Brown Sugar — 3:50
2. Sway — 3:52
3. Wild Horses — 5:44
4. Can't You Hear Me Knocking — 7:15
5. You Gotta Move — 2:34
6. Bitch — 3:37
7. I Got the Blues — 3:54
8. Sister Morphine — 5:34
9. Dead Flowers — 4:05
10. Moonlight Mile — 5:56

## Извођачи
- Мик Џегер — главни вокал, гитара
- Кит Ричардс — гитара, вокал
- Мик Тејлор — гитара
- Чарли Вотс — бубњеви
- Бил Вајман — бас-гитара

## Гости на албуму
- Ијан Стјуарт — клавијатуре
- Ники Хопкинс — клавијатуре
- Боби Киз — саксофон
- Пит Таунсенд — вокал
- Рони Лејн — вокал
- Били Николс — вокал
- Џим Прајс — труба
- Били Престон — оргуље
- Џим Дикинсон — клавијатуре
- Роки Дижон — конге
- Џек Ниче — клавијатуре
- Џими Милер — Удараљке